# Liste des ducs de Souabe
Le titre de duc de Souabe est porté par différents dirigeants politiques à partir du Xe siècle jusqu'à la fin de la dynastie des Hohenstaufen.

## Origine et histoire du titre
Le premier duché des Alamans a été conquis par les forces de Pépin de Herstal, maire du palais franconien entre 709 et 712. Après une rébellion en 746, le procès de Cannstatt mit fin au duché autonome. En 771, le roi des Francs, Charlemagne, épousa Hildegarde, fille du comte alaman Gérold Ier de Vintzgau. Son frère cadet Gérold était hautement apprécié à la cour des Carolingiens.
Aux termes du traité de Verdun conclu en 843, l'Alémanie a été donné au roi Louis le Germanique. Après la réforme des comtés (Gaue) dans la Francie orientale, la zone des Alamans a été réorganisé. Le nouveau duché de Souabe est créé au début du Xe siècle dans le trouble de l'époque avancée de l'Empire carolingien. Aussi, il faut attendre l'investiture régalienne de Burchard alias Bucco ou Burchard II de Souabe en 917 pour former l'union fiscale de l'Alsace, la Rhétie et de la Souabe, embryon d'un puissant duché rénové qui s'étendra des Vosges jusqu'à la rivière Lech et du Jura franconien aux portes de Chiavenna en Italie.
Ce duché échoit à la maison de Hohenstaufen avec Frédéric Ier en 1079. Mais l'essor des villes et la mise en place d'une administration impériale, sous forme de landgraviats, limite les prérogatives ducales au début du XIIe siècle. Le pouvoir ducal prend fin en 1268, après l'exécution à Naples de Conradin, dernier héritier des Hohenstaufen, ducs de Souabe et d'Alsace. Les deux landgraviats d'Alsace (Nordgau et Sundgau) pour leur part deviennent terres d'Empire.

## Burchadinger, Conradiens et Ottoniens
Articles détaillés : Burchadinger, Conradiens et Ottoniens.
| Nom                                            | Naissance et décès    | Règne                          | Notes |
| Burchard Ier de Souabe                         | v.855-23 novembre 911 | 909-23 novembre 911            | fils d'Albert II, comte de Thurgovie.                                                                               |
| Erchanger Ier de Souabe                        | v.830-21 janvier 917  | 915-21 janvier 917             | Fils de Barthold Ier et petit fils de Louis II le Germanique par sa mère.                                           |
| Burchard II de Souabe                          | v.883-29 avril 926    | 21 janvier 917-29 avril 926    | Fils de Burchard Ier, premier duc d'Alsace et de Souabe par investiture régalienne de Conrad Ier de Germanie.       |
| Hermann Ier de Souabe                          | v.900-10 décembre 949 | 29 avril 926-10 décembre 949   | De la branche conradienne, deuxième duc d'Alsace et de Souabe. Sa fille Ida épouse le suivant en 946.               |
| Liudolf de Souabe                              | v.930-6 septembre 957 | 10 décembre 949 - juin 954     | Gendre du précédent, fils de l'empereur Otton Ier du Saint-Empire, troisième duc d'Alsace et de Souabe par mariage. |
| Burchard III de Souabe                         | v.915-12 novembre 973 | juin 954-12 novembre 973       | Fils de Burchard II de Souabe, quatrième duc d'Alsace et de Souabe.                                                 |
| Otton Ier de Souabe                            | 954-31 octobre 982    | 12 novembre 973-31 octobre 982 | fils de Liudolf, cinquième duc d'Alsace et de Souabe.                                                               |
| Conrad Ier de Souabe                           | v.960-20 août 997     | 31 octobre 982-20 août 997     | Marque le retour de la branche conradienne, sixième duc.                                                            |
| Hermann II de Weuttera ou Hermann II de Souabe | 960-4 mai 1003        | 20 août 997-4 mai 1003         | Fils du précédent, septième duc.                                                                                    |
| Hermann III de Souabe                          | 995-1er Avril 1012    | 4 mai 1003-1er Avril 1012      | Fils du précédent, huitième duc et dernier de la lignée conradienne.                                                |

## Maison de Babenberg
Article détaillé : Maison de Babenberg.
| Nom                  | Naissance et décès     | Règne                        | Notes                                    |
| Ernest Ier de Souabe | v.984-31 mai 1015      | 1er Avril 1012-31 mai 1015   | Epoux de Gisèle, la sœur de Hermann III. |
| Ernest II de Souabe  | v.1010-17 Août 1030    | 31 mai 1015-17 Août 1030     | Fils du précédent.                       |
| Hermann IV de Souabe | v.1015-28 juillet 1038 | 17 Août 1030-28 juillet 1038 | Frère du précédent.                      |

## Maison diverses
| Nom                      | Naissance et décès             | Règne                            | Notes                                                                      |
| Henri Ier de Franconie   | 28 octobre 1007-5 octobre 1056 | 28 juillet 1038-1045             | Roi de Germanie en 1039 et empereur romain germanique en 1046 (Henri III). |
| Otton II de Souabe       | v. 1025-7 octobre 1047         | 1045-7 octobre 1047              | Comte palatin du Rhin.                                                     |
| Otton III de Schweinfurt | v.1000-28 septembre 1057       | 7 octobre 1047-28 septembre 1057 | Epouse Ermengarde de Suze dont il a une fille Judith de Schweinfurt.       |
| Rodolphe de Rheinfelden  | v. 1025-15 octobre 1080        | 28 septembre 1057-15 mars 1077   | Epouse Adélaïde de Savoie en 1067.                                         |

## Maison de Hohenstaufen
Article détaillé : Maison de Hohenstaufen.
| Nom                                             | Naissance et décès               | Règne                            | Notes |
| Frédéric Ier de Souabe                          | v.1050-4 juin 1105               | 15 mars 1077-4 juin 1105         | Père de Frédéric II de Souabe. |
| Berthold de Rheinfelden                         | v.1060-18 mai 1090               | 1079-18 mai 1090                 | En opposition. |
| Berthold II de Zähringen                        | v.1050-12 avril 1111             | 1092-1098                        | En opposition. |
| Frédéric II de Souabe                           | 1090-6 avril 1147                | 4 juin 1105-6 avril 1147         | Il est le père de Frédéric Barberousse. |
| Frédéric III de Souabe dit Frédéric Barberousse | décembre 1122-11 juin 1190       | 6 avril 1147-12 mars 1152        | Roi de Germanie et empereur romain germanique en 1152. |
| Frédéric IV de Souabe                           | 1145-19 août 1167                | 12 mars 1152-19 août 1167        | Fils de Conrad III de Hohenstaufen. |
| Frédéric V de Souabe                            | 16 juillet 1164-28 novembre 1169 | 19 août 1167-28 novembre 1169    | Fils de Frédéric Barberousse. |
| Frédéric VI de Souabe                           | février 1167-20 janvier 1191     | 28 novembre 1169-20 janvier 1191 | Fils de Frédéric Barberousse. |
| Conrad II de Hohenstaufen                       | 1172-15 Août 1196                | 20 janvier 1191-15 Août 1196     | Fils de Frédéric Barberousse et fiancé de la reine Bérengère Ire de Castille. |
| Philippe de Souabe                              | février 1177-21 juin 1208        | 15 Août 1196-21 juin 1208        | Fils de Frédéric Barberousse et élu empereur romain germanique, poignardé par Otton de Wittelsbach, comte palatin de Bavière, qu'il a mortellement offensé en lui refusant la main de sa fille. |

## Maison de Brunswick
Article détaillé : Maison de Brunswick.
| Nom      | Naissance et décès | Règne                        | Notes                                                          |
| Otton IV | 1175-19 mai 1218   | 21 juin 1208-23 juillet 1212 | Roi de Germanie en 1208 et empereur romain germanique en 1209. |

## Maison de Hohenstaufen
Article détaillé : Maison de Hohenstaufen.
| Nom                                                   | Naissance et Décès                | Règne                       | Notes                                                                                 |
| Frédéric VII de Souabe ou Frédéric II du Saint-Empire | 26 décembre 1194-13 décembre 1250 | 23 juillet 1212-1216        | Roi de Germanie et empereur romain germanique en 1220.                                |
| Henri II de Souabe                                    | 1211-12 février 1142              | 1216-1235                   | Fils du précédent qui l'associe au trône, élu roi de Germanie en 1220, roi de Sicile. |
| Conrad III de Souabe ou Conrad IV de Hohenstaufen     | 25 avril 1228-21 mai 1254         | 1235-21 mai 1254            | Roi de Germanie en 1237, roi de Sicile et de Jérusalem, fils de Frédéric VII.         |
| Conrad IV de Souabe                                   | 25 mars 1252-29 octobre 1268      | 21 mai 1254-29 octobre 1268 | Fils du précédent, mort sans héritier. Fin de la lignée des Hohenstaufen.             |

## Héritage du duché de Souabe
Article détaillé : Duché de Souabe.
- À la mort de Conrad IV de Souabe en 1268, le duché de Souabe se désintègre en plusieurs comtés et en villes et abbayes libres, dont la plupart existent encore jusqu'au Recès d'Empire en 1803.